# Hoʻokipa

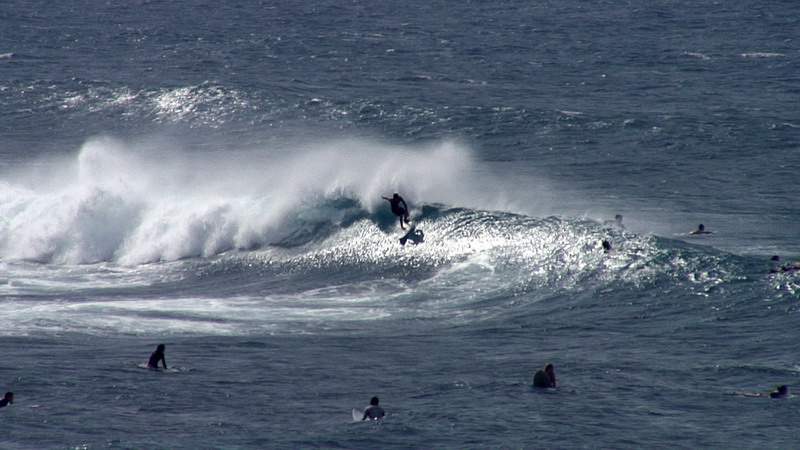
Wellenreiter vor Hoʻokipa

Hoʻokipa (hawaiisch für „Gastfreundlichkeit“) ist ein Surfspot für Windsurfer und Wellenreiter. Als Hoʻokipa Beach Park wird der dazugehörige Strand auf der Insel Maui am Highway 36 zwei Meilen östlich von Pāʻia bezeichnet.

## Geschichte
Der Hoʻokipa Beach Park gilt seit den frühen 1930er Jahren als Ausgangspunkt des modernen Wellenreitens auf Hawaii. 1935 gründeten die damals bekannten Brüder Donald und Teruo Uchimura den ersten Hoʻokipa Surf Club. Eine Spende ermöglichte den Bau eines kleinen Clubhauses durch Harold Rice, das zum Lagern der Boards verwendet wurde. 
In den späteren 1930er Jahren wurde der Hoʻokipa Beach Park zur Basis der Jugendorganisation Hui Makani für die Kinder aus Pāʻia und Kūʻau. Sie wurde vom Polizisten Curtis Sylva gegründet, der dort regelmäßig Kindern das Schwimmen und Surfen beibrachte. Während des Zweiten Weltkrieges wurde der Park ein beliebtes Ausflugsziel der Soldaten der Vierten Marine-Division, die in Kokomo stationiert waren.
Am 1. April 1946 zerstörte ein Tsunami große Teile des Sandstrandes und der Parkanlage. Zum Schutz wurde die Uferbefestigung erneuert und eine hohe Ufermauer errichtet. In den 1960er Jahren wurde von Barbara und William Meheula ein zweiter Surfclub gegründet, der sich ursprünglich Maui Surf Club nannte. Da der Park den Mitgliedern als Ausgangspunkt für ihre Surfsessions diente, benannte sich der Club schließlich in Hoʻokipa Surf Club um. Im Lauf der Jahre entwickelte sich dieser Club zu einer großen und einflussreichen Jugendorganisation. Der Verein initiierte viele gemeinnützige Projekte und führte den ersten Lānaʻi-Lāhainā-Wettkampf durch. Die Mitglieder entdeckten und benannten diverse Spots wie Hot Sands, Lone Palm, oder Pine Tree.
Um 1970 kam das Windsurfen, das bis dahin auf Hawaii nur auf Oʻahu verbreitet war, nach Maui. In den 1980er Jahren begann die Austragung von Windsurfwettbewerben in Hoʻokipa. Bis heute gilt Hoʻokipa unter Windsurfern und Wellenreitern als Spot mit über das Jahr verlässlichen Surfbedingungen.

## Spot-Beschreibung

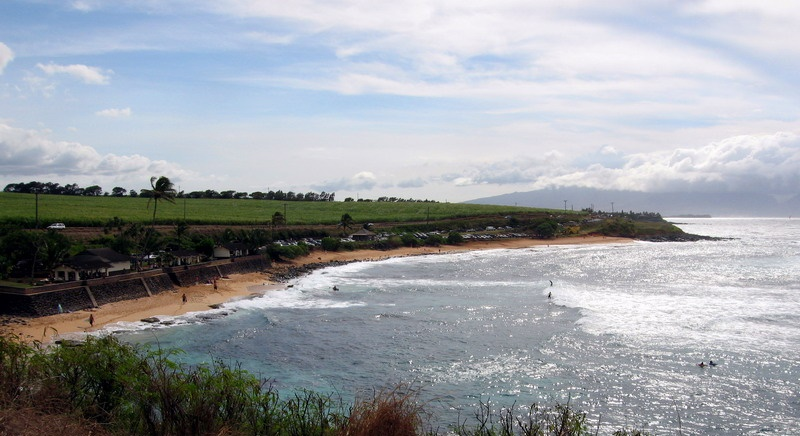
Blick auf den Hoʻokipa Beach Park

Der Hoʻokipa Beach Park liegt in einer 1 km breiten Bucht an der Nordküste Mauis. Der sehr beständige Nord-Ost Passat weht von rechts über die von Nordost nach Südwest verlaufende Küste, also parallel zum Ufer. Tagsüber wird er durch Konvektion und Venturi-Effekt des 3055 Meter hohen Haleakalā auf bis zu 4–8 Beaufort verstärkt. 
Das Korallenriff Spartan Reef an der Nordküste Mauis, das sich über 14 Meilen erstreckt, verläuft in Hoʻokipa nah am Ufer und liegt – je nach Tide – 50–100 cm unter der Wasseroberfläche. Dadurch brechen die Dünungswellen des Pazifiks in einer nach rechts laufenden Welle. Eine 100 Meter breite Lücke im Riff ermöglicht den Ein- und Ausstieg aus der Welle zwischen Hoʻokipa und dem sich westlich anschließenden Lanes. Die Nähe des Riffs zum Strand macht den Spot für Beobachter und Fotografen besonders beliebt.
Der Strand des Hoʻokipa Beach Park ist im östlichen Teil für Wellenreiter und im westlichen Teil für Windsurfer reserviert. Der Einstieg ist an beiden Stellen gleichermaßen gefährlich, da die hohen Wellen eine starke Strömung von bis zu 3 m/s erzeugen und das Riff direkt unter der Oberfläche scharfkantig ist. Es gilt die „ten men rule“: wenn zehn oder mehr Surfer auf dem Wasser sind, ist der Spot für Windsurfer gesperrt. Sofern eine Meldung erfolgt, wird die Missachtung dieser Regel durch die Polizei geahndet. Da starker Wind für Surfer keine gute Bedingungen darstellt, kommt es selten zu solchen Konflikten.
In Hoʻokipa finden regelmäßig Wettbewerbe im Windsurfen und Wellenreiten statt. Als Windsurf-Wave-Klassiker gilt der Aloha Classic der von 1984 bis 2006 für Damen und Herren ausgetragen wurde. Seit 2013 wird der Aloha Classic von der International Windsurfing Tour (IWT), oft in Kooperation mit der Professional Windsurfers Association, durchgeführt.
Die Infrastruktur des Beach Park umfasst einen gepflasterten Parkplatz, Toiletten, Rettungsschwimmer, Pavillons und einen Grillplatz. Kinder können in einem natürlichen Meerwasser-Pool spielen.